# 1977 Голяма награда на САЩ-запад
1977 Голяма награда на САЩ-запад е 2-рото за Голямата награда на САЩ-запад и четвърти кръг от сезон 1977 във Формула 1, провежда се на 3 април 1977 година на пистата Лонг Бийч в Калифорния, САЩ.

## История на кръга
След тъжната вест относно смъртта на Том Прайс в Киалами, керванът на Формула 1 отново е посрещнат от лоши новини, този път за смъртта на Карлос Паче. Паче почина след самолетна катастрофа близо до родния му град Сао Пауло, 13 дни след края на ГП на ЮАР. Това доведе и до няколко промени в стартовия списък. Шадоу привлече бившия пилот на Съртис, Алън Джоунс да кара на мястото на Прайс, след добри представяния във Формула 5000. Отборът на Брабам повика Ханс-Йоахим Щук (който напусна отбора на АТС), за да стане съотборник на Джон Уотсън. Тази промяна не е добра за германския тим, които планираха да участват именно с Щук в Лонг Бийч. В последната минута шефа на отбора Гюнтър Шмидт назначи Жан-Пиер Жарие да кара за тях. Марч все още без контузения Иън Шектър повика Брайън Хентън в заводския тим.

### Квалификация
След победата в Киалами, Ники Лауда записа първата си пол-позиция от ГП на Великобритания 1976 насам, въпреки че Марио Андрети остана на две десети зад времето на австриеца. Джоди Шектър класира Волф-а си на трета позиция пред съотборника на Лауда във Ферари, Карлос Ройтеман. Жак Лафит остана на пета позиция пред Уотсън (с механически проблеми през цялата квалификация), Емерсон Фитипалди, Джеймс Хънт, Жарие и Рони Петерсон. Джоунс записа 14-о време в своето първо завръщане във Формула 1, а Щук успя да запише 17-и резултат, породено от проблеми по спирачките и по маслото.

### Състезание
Шектър направи добър старт за поведе пред Андрети и Лауда, докато зад тях Ройтеман в отчаян опит да изпревари Лауда не прецени точката за спиране (заради защитата отстрана на австриеца) и мина през изходния път. От тази грешка Хънт е пратен във въздуха от Уотсън и той също е пратен извън трасето. Брабам-ът продължи, но Виторио Брамбила удари Йохен Мас. Хънт и Ройтеман успяха да се върнат в състезанието за разлика от италианеца, който стана първата жертва с разкъсан радиатор. В третата обиколка Уотсън изпревари Лафит въпреки мелето на първия завой, което промени управлението на неговия болид. Ройтеман удари Марч-а на Брет Лънгър, пращайки американеца аут от надпреварата, а аржентинеца направи само обиколка преди да се прибере в бокса със счупено окачване.
Докато лидерите се откъсват пред преследвачите си, Лафит си върна загубената позиция от Уотсън в 15-а обиколка. Северно-ирландецът влезе в бокса след края на тази обиколка, за да му бъде поправен болида му и се върна на 15-и. Това изкачи Патрик Депайе на пето място, но преследван от Фитипалди и Джоунс. Петерсон и Гунар Нилсон спряха в бокса със спукани гуми. Трафикът помогна на Шектър за кратко да се откъсне от Андрети и Лауда преди двамата да застигнат отново южно-африканеца. Трудният уикенд за Уотсън завърши, след като загуби първа и втора предавка, а в бокса двигателя му отказа. Въпреки усилената работа на механиците, комисарите дисквалифицираха Уотсън с черен флаг. Мас напусна преди преполовяването на половината дистанция със сериозни вибрации по неговия Макларън, докато солидното каране на Джоунс завърши с повреда в скоростната кутия от шеста позиция в 40-а обиколка. Проблемите със спирачките принуди и Щук да отпадне в 53-та обиколка, а повреда в горивната система спря Петерсон в 62-рата обиколка.
Шектър продължи да води в надпреварата, преди една от предните му гуми да се износни чувствително. Андрети изпревари нестабилния Волф в 77-ата обиколка, след което Лауда също мина пред южно-африканеца. Марио след това остана блокиран от битката между Ханс Биндер и Хентът за 10-а позиция, но Лауда не се възползва от шанса на притесни пилота на Лотус. Зад тях Лафит отпадна от четвърта позиция в заключителните обиколки с проблем в електричеството.
Андрети пресече финала осем десети пред Лауда, за да запише третата си победа в своята кариера и първа за сезон 1977. Шектър остана трети пред Депайе, Фитипалди и Жарие, който записа първата си точка за новия отбор (както и негова първа след ГП на Испания 1975). Хънт остана на седма позиция пред Нилсон, Хентън и Биндер.

## Класиране
| Поз | No | Пилот             | Конструктор       | Оби. | Време/Отпадане  | Място | Точки |
| --- | -- | ----------------- | ----------------- | ---- | --------------- | ----- | ----- |
| 1   | 5  | Марио Андрети     | Лотус-Форд        | 80   | 1:51:35.470     | 2     | 9     |
| 2   | 11 | Ники Лауда        | Ферари            | 80   | 0.773           | 1     | 6     |
| 3   | 20 | Джоди Шектър      | Волф-Форд         | 80   | + 4.857         | 3     | 4     |
| 4   | 4  | Патрик Депайе     | Тирел-Форд        | 80   | + 1:14.487      | 12    | 3     |
| 5   | 28 | Емерсон Фитипалди | Фитипалди-Форд    | 80   | + 1:20.908      | 7     | 2     |
| 6   | 34 | Жан-Пиер Жарие    | Пенске-Форд       | 79   | + 1 Об.         | 9     | 1     |
| 7   | 1  | Джеймс Хънт       | Макларън-Форд     | 79   | + 1 Об.         | 8     |       |
| 8   | 6  | Гунар Нилсон      | Лотус-Форд        | 79   | + 1 Об.         | 16    |       |
| 9   | 26 | Жак Лафит         | Лижие-Матра       | 78   | Електро         | 5     |       |
| 10  | 10 | Брайън Хентън     | Марч-Форд         | 77   | + 3 Об.         | 18    |       |
| 11  | 18 | Ханс Биндер       | Съртис-Форд       | 77   | + 3 Об.         | 19    |       |
| Отп | 3  | Рони Петерсон     | Тирел-Форд        | 62   | Горивна система | 10    |       |
| Отп | 22 | Клей Регацони     | Инсайн-Форд       | 57   | Ск.кутия        | 13    |       |
| Отп | 8  | Ханс-Йоахим Щук   | Брабам-Алфа Ромео | 53   | Спирачки        | 17    |       |
| Отп | 17 | Алън Джоунс       | Шадоу-Форд        | 40   | Ск.кутия        | 14    |       |
| Отп | 2  | Йохен Мас         | Макларън-Форд     | 39   | Управление      | 15    |       |
| ДКФ | 7  | Джон Уотсън       | Брабам-Алфа Ромео | 33   | Дисквалифициран | 6     |       |
| Отп | 16 | Ренцо Дзордзи     | Шадоу-Форд        | 27   | Ск.кутия        | 20    |       |
| Отп | 9  | Алекс Рибейро     | Марч-Форд         | 15   | Ск.кутия        | 22    |       |
| Отп | 12 | Карлос Ройтеман   | Ферари            | 5    | Катастрофа      | 4     |       |
| Отп | 30 | Брет Лънгър       | Марч-Форд         | 4    | Катастрофа      | 21    |       |
| Отп | 19 | Виторио Брамбила  | Съртис-Форд       | 0    | Катастрофа      | 11    |       |

## Класирането след състезанието
| Поз | Пилот             | Точки |
| --- | ----------------- | ----- |
| 1   | Джоди Шектър      | 19    |
| 2   | Ники Лауда        | 19    |
| 3   | Карлос Ройтеман   | 13    |
| 4   | Марио Андрети     | 11    |
| 5   | Джеймс Хънт       | 9     |
| 6   | Емерсон Фитипалди | 8     |
| 7   | Патрик Депайе     | 7     |
| 8   | Карлос Паче       | 6     |

| Поз | Конструктор    | Точки |
| --- | -------------- | ----- |
| 1   | Ферари         | 28    |
| 2   | Волф-Форд      | 19    |
| 3   | Лотус-Форд     | 13    |
| 4   | Макларън-Форд  | 9     |
| 5   | Фитипалди-Форд | 8     |
| 6   | Брабам-Форд    | 7     |
| 7   | Тирел-Форд     | 7     |
| 8   | Инсайн-Форд    | 1     |